# Валеджо-суль-Минчо
Валеджо-суль-Минчо (итал. Valeggio sul Mincio) — коммуна в Италии, располагается в провинции Верона области Венеция.
Население составляет 12 305 человек, плотность населения составляет 173 чел./км². Занимает площадь 63,98 км². Почтовый индекс — 37067. Телефонный код — 045. В составе коммуны находится поселение Боргетто, где сохранились средневековые крепость и мост.
Покровителем коммуны почитается святой Георгий. Праздник ежегодно празднуется 23 апреля.

## Города-побратимы
- Ихенхаузен, Германия
- Санкт-Иоганн-ин-Тироль, Австрия

## Известные люди
- Доменико Форони (1796—1853), композитор и музыкальный педагог
- Якопо Форони (1825—1858), его сын, композитор и дирижёр